# Lucius Fulvius Aemilianus (Konsul 206)
Lucius Fulvius Aemilianus war ein römischer Senator und Konsul.
Aemilianus war Italiker, stammte vielleicht aus Comun und gehörte dem Patrizierstand an. Sein Großvater war Lucius Fulvius Rusticus Aemilianus, Konsul zwischen 155 und 160. Sein Vater Lucius Fulvius Gavius Numisius Petronius Aemilianus starb, bevor er den Konsulat erreichen konnte. Mutter des Lucius Fulvius Aemilianus war Attia Cervidia Vestina, die wahrscheinlich eine Tochter des Juristen Quintus Cervidius Scaevola war.
Im Jahr 206 war Aemilianus ordentlicher Konsul. Seine Söhne waren vermutlich Lucius Fulvius Gavius Numisius Aemilianus, Konsul 249, und Lucius Fulvius Aemilianus, Konsul 244.